# Stanisław Leuta
Stanisław Wikientjewicz Leuta, ros. Станислав Викентьевич Леута (ur. 20 stycznia?/2 lutego 1903 w Mikołajowie, Imperium Rosyjskie, zm. 28 stycznia 1980 w Moskwie, Rosyjska FSRR) – rosyjski piłkarz pochodzenia białoruskiego, grający na pozycji napastnika lub pomocnika, trener piłkarski.

## Kariera piłkarska

### Kariera klubowa
Dzieciństwo spędził w guberni chersońskiej, dokąd przeprowadzili się jego rodzice ze wsi Nowy Dwór guberni wileńskiej na Białorusi. Podczas trwania wojny domowej w Rosji walczył w Armii Czerwonej.
W 1917 rozpoczął karierę piłkarską w zespole Sporting Mikołajów. W 1921 wyjechał do Moskwy, gdzie bronił barw klubów RGO, MKS, Krasnaja Priesnia, Piszewiki, Promkoopieracija, które byli historycznymi poprzednikami moskiewskiego Spartaka. W latach 1932–1933 występował w drużynie Dukat Moskwa, po czym powrócił do Spartaka Moskwa. Również w latach 1928-1932 bronił barw reprezentacji Rosyjskiej FSRR w mistrzostwach ZSRR i w 1928-1935 reprezentacji Moskwy w mistrzostwach Rosyjskiej FSRR. W 1941 zakończył karierę piłkarza.

### Kariera reprezentacyjna
20 sierpnia 1931 roku debiutował w reprezentacji ZSRR w wygranym 3:2 meczu z Turcją. Ogółem zagrał w reprezentacji 7 meczów nieoficjalnych i strzelił 1 gola.

## Kariera trenerska
Karierę szkoleniowca rozpoczął jeszcze będąc piłkarzem. W kwietniu-maju 1939 stał na czele Spartaka Mińsk.
W 1942 roku został oskarżony o antysowiecką agitację, siedział w Wosturallagie, (Tawda, obwód swierdłowski), a potem skierowany na osiedle specjalistyczne w Norylsku, które opuścił w latach 50. XX wieku.
W 1956 rozpoczął pracę w Szkole Sportowej Spartak Moskwa. W lipcu 1958 został mianowany na stanowisko starszego trenera Zirki Kirowohrad, którym kierował do końca 1958 roku. Następnie prowadził kluby Spartak Uljanowsk (1959), Spartak Nalczyk (1961) i Spartak Sarańsk (1965, 1967). W pierwszej połowie 1966 roku pomagał trenować Urałan Elista.
W latach 1960–1970 pracował w Federacji Futbolu Rosyjskiej FSRR.
28 stycznia 1980 zmarł w Moskwie w wieku 77 lat. Został pochowany na działce nr 27 na Cmentarzu Wagańkowski.

## Sukcesy i odznaczenia

### Sukcesy piłkarskie
Spartak Moskwa
- mistrz ZSRR: 1936 (j), 1938
- wicemistrz ZSRR: 1937
- brązowy medalista Mistrzostw ZSRR: 1936
- zdobywca Pucharu ZSRR: 1938

Promkoopieracija Moskwa
- mistrz Rosyjskiej FSRR: 1928, 1931
- brązowy medalista Mistrzostw Rosyjskiej FSRR: 1932

reprezentacja Moskwy
- zwycięzca Spartakiady: 1928, 1931, 1932, 1935

### Sukcesy indywidualne
- 2-krotnie wybrany do listy 33 najlepszych piłkarzy ZSRR: Nr 2 (1928), Nr 3 (1930)

### Odznaczenia
- tytuł Zasłużonego Trenera Rosyjskiej FSRR: 1965
- Order Znak Honoru: 1937